# Maquis Vallier
Pour les articles homonymes, voir Vallier.
Le maquis Vallier est un maquis, organisation de la Résistance intérieure française à l’Occupation nazie durant la Seconde Guerre mondiale, opérant dans le nord du Var (notamment la vallée du Verdon), de février à août 1944.

## Rôle et organisation
Il est le maquis de la principale organisation de Résistance du Var (et de zone libre), à savoir l’ensemble constitué par les Mouvements unis de la Résistance (MUR) et leur branche « militaire », l’Armée secrète (AS). Il est pris en charge par le service que les MUR ont spécialement constitué à cet effet, le Service maquis du  comité départemental de libération (CDL) dont le responsable départemental est Louis Picoche, le « patron » d’une entreprise hyéroise de transport, les cars GABY, qui va servir de couverture et d’outil à cette mise en place.
Il est dirigé par le lieutenant Vallier (Gleb Sivirine). Il se déplace beaucoup dans le Haut Var pour à la fois échapper à l’ennemi et faire connaître son existence (14 décrochages), puis au moment du débarquement (du 15 au 23 août) traverse le département, rejoint  le Massif des Maures et participe aux combats à Collobrières et Hyères d’abord puis libère seul la presqu’île de Giens. Voici le témoignage du général Saint-Hillier : « Porquerolles et San Salvador se rendent aux bâtiments de guerre américains. Un groupe FFI, commandé par le lieutenant Vallier, le seul à avoir participé à notre combat, capture 154 Allemands à La Badine. » Ensuite le maquis dans son ensemble s’engage dans le bataillon d’infanterie de marine du Pacifique (BIMP) de la 1re division française libre, commandée par le général Diego Brosset, fait la campagne d’Alsace et de celle de l’Authion qui termine la guerre en avril 1945.
Une rue de Giens et une place du village des Salles-sur-Verdon portent le nom de maquis Vallier et de Gleb Sivirine. On peut lire sur la plaque qui se trouve aux Salles : « 1911-1990. Il fut le lieutenant Vallier, commandant le maquis AS du Var. Hommage des MUR (Mouvements unis de la Résistance) au village des Salles îlot de la Résistance Varoise ». La médaille de la Résistance avec rosette a été conférée à Gleb Sivirine. 
Le lieutenant Vallier a tenu très régulièrement son journal De Farigoule à Canjuers qui a été rendu public sous forme de blog en 2006 (les entrées correspondent aux jours où elles ont été écrites). Un livre Le Cahier rouge du maquis/L’Homme boussole a été édité par un petit éditeur d’Artignosc-sur-Verdon, en 2007. Il a reçu le prix de la Fondation de la Résistance, Philippe Viannay, Défense de la France[Quoi ?] en 2008.

## Sources
- Lieutenant Vallier-Gleb Sivirine « Le Cahier rouge du maquis », et Claude et Jean-Michel Sivirine « L’Homme boussole », éd. Paroles, 2007.
- Jean-Marie Guillon, « Le Maquis Vallier, 10 mois de résistance dans le haut-Var », dans Verdon no 6, automne 2001, p. 33-45.
- Jean-Marie Guillon, « Les années de guerre dans le pays du Verdon varois », dans Verdon no 6, automne 2001, p. 90-104.
- Vincent Borel, « Entretiens avec Louis Picoche », éd. La Rosalba, Giens, 2002.
- Angelin German, Les chemins de la mémoire : 65 ans au service social de la Résistance, éditions Bonnaud, 2007.
- Jacques Maignon, « Toulon et le Var dans la guerre 1939-1945 », éd. Horvath, 1991, p. 108-112.
- Pierre Favre, « Histoire d’un militaire peu ordinaire : Fragments du siècle», éd. L’Harmattan, 1991, p. 162-168.
- Docteur Paul Raybaud, un des responsables du Camp Robert, maquis FTP de la région d'Aups, Le journal de Vallier